# Церковь Серафима Саровского (Пекин)
Кладбищенская церковь преподобного Серафима Саровского (кит. 安定门外圣塞拉芬俄墓地教堂) — разрушенная церковь Китайской православной церкви, находившаяся в Пекине в районе Аньдинмэнь.

## История
На этом месте было основано кладбище русской духовной миссии в Пекине, упоминаемое в некоторых русскоязычных источниках с начала XVIII века. К началу XX века оно располагалось к северу от территории Русской духовной миссии за Аньдинмыньскими воротами в 2 км от города. Его площадь составляла не более 10 му (примерно 60 соток). Кладбище располагалось на возвышении, к нему вели две лестницы — с севера и с востока. В 1900 году у западной части кладбища было заложено новое военной кладбище на 50 могил.
Построена в 1903—1906 годы на деньги китайского правительства, выделенные в качестве частичной компенсации за русские потери от восстания ихэтуаней. Освящена 1 октября 1906 года. Так же, как церковь Китайских новомучеников в Пекине, сочетала в своём архитектрном облике архитектуре традиционно русские элементы с характерными для китайского искусства. По русской традиции храм делился на три части: неф, алтарная часть и притвор.
Территория кладбища была обнесена высоким каменным забором. Помимо храма, на ней находились ещё два каменных дома, один из которых служил сторожкой.
16 апреля 1920 года на вокзале Пекина были привезены гробы Алапаевских мучеников, встреченные крестным ходом и перенесенные в церковь Серафима Саровского. После совершения заупокойного богослужения 8 гробов опечатали печатями Русской духовной миссии и разместили в одном из склепов на территории кладбища. Вскоре на деньги атамана Григория Семёнова под амвоном церкви был устроен склеп, в который и поместили тела алапаевских мучеников. В ноябре 1920 года тела Елизаветы Фёдоровны и её келейницы Варвары были вывезены в Иерусалим. Перед отъездом игумен Серафим (Кузнецов), руководивший эвакуацией останков, отдал ключи от склепа начальнику духовной миссии епископу Иннокентию (Фигуровскому). По воспоминаниям, вскоре о погребении великих князей практически забыли:

Старые гробы Великих Князей — простые железные ящики. Железо во многих местах проржавело. Портреты на гробах Вел. Кн. Сергея Михайловича и Иоанна Константиновича наполовину истлели. На всех гробах простые медные дощечки с именами усопших. На гробе кн. Палей стёршаяся надпись. Видны только слова «…от мамы».
В склепе душно и чувствуется сильно запах тления. В железных тройных гробах, закрытых наглухо, тление тел совершается медленно.
Вся забота о них велась исключительно Пекинской Духовной Миссией и её митрополитом. При церкви, для наблюдения за кладбищем и могилами Великих Князей, митрополитом наняты два русских сторожа.
— газета «Заря». Харбин. 1931. № 33
К 1930 году церковь полностью обветшала: «штукатурка обвалилась, крыша стала сильно протекать, деревянный пол прогнил и осел. Гробы Алапаевских мучеников тоже требовали немедленной замены их новыми». Был организован сбор денег, но поступления были минимальные. Удалось лишь изготовить новые гробы, куда переложили тела князей, вновь вернув их в склеп. По свидетельству врача бывшей Императорской Дипломатической миссии в Пекине, Петра Судакова, который присутствовал при перенесении останков в новые гробы, тела хорошо сохранились, поскольку были забальзамированы, лица покойных были узнаваемы. Только тело Владимира Палея, по желанию его матери, было предано земле в одном из склепов кладбища духовной миссии.
В 1938 году после оккупации Китая Японией архиепископ Виктор (Святин) получил разрешение пекинских властей на перенос гробов Алапаевских мучеников в склеп храма во имя Всех Святых Мучеников на территории Русской духовной миссии. В 1947 году, в связи с угрозой прихода к власти коммунистического режима, с разрешения архиепископа Виктора наместник Успенского монастыря при Духовной миссии архимандрит Гавриил и иеромонах Николай, под предлогом ремонта храма, совершили захоронение останков Алапаевских мучеников под полом придела апостола Симона Зилота. Вместе с тем, согласно сведениям, содержащимся в письме епископа Пекинского Василия на имя патриарха Алексия, при закрытии храмов на территории Бэйгуаня все мощи были перенесены в Серафимовский храм на православном кладбище г. Пекина.
Последняя служба в Серафимовском храме была совершена в 1962 году. Затем помещение церкви стали использовать под склад. В 1980-е годы русское кладбище попало в зону реконструкции — столица КНР росла и требовала новых строительных площадей. В 1987 году по решению муниципальных властей Пекина храм и кладбище было разрушено. Ныне на этом месте располагается поле для игры в гольф на территории Парка Цинняньху.
20 июля 2013 года православные паломники из России отыскав место, пропели литию на месте разрушенного православного храма.